# Cantó de Rabairac
El cantó de Rabairac és un cantó francès del departament de la Dordonya, situat al districte de Perigús. Té 13 municipis i el cap és Rabairac.

## Municipis
- Alamans
- Lu Borg dau Bòsc
- Chassanhas
- Combairencha e Espelucha
- Pitit Braçac
- Rabairac
- Sent Martin de Rabairac
- Sent Meard de Drona
- Sent Pardol de Drona
- Sent Suplesí de Romanhac
- Sieurac de Rabairac
- Vansens
- Vila Torrés

## Història
| Data d'elecció                           | Identitat      | Partit | Qualitat |
| ---------------------------------------- | -------------- | ------ | -------- |
| 1976-                                    | Bernard Cazeau | PS     |          |
| les dades anteriors no són pas conegudes |                |        |          |
|                                          |                |        |          |

## Demografia
| 1962  | 1968  | 1975  | 1982  | 1990  | 1999  | 2006  |
| ----- | ----- | ----- | ----- | ----- | ----- | ----- |
| 8.433 | 8.129 | 8.075 | 7.970 | 8.371 | 8.361 | 8.736 |